# Apopi II.
Apopi II. war ein altägyptischer König (Pharao) der 15. oder 16. Dynastie (Hyksoszeit). Er ist wahrscheinlich mit dem Regenten Apopi I. aus der 15. Dynastie identisch.